# Jaskólskiit
Jaskólskiit (ang. jaskolskiite) – rzadki minerał z grupy siarkosoli odkryty przez polskiego mineraloga Marka A. Zakrzewskiego w złożu miedziowo-kobaltowym Vena w centralnej Szwecji  .

## Nazwa
Nazwa pochodzi od polskiego nazwiska Jaskólski. Minerał nazwany został w 1984 przez polskiego mineraloga Marka A. Zakrzewskiego na cześć swojego nauczyciela, polskiego mineraloga oraz pioniera mikroskopii kruszcowej w Polsce Stanisława Jaskólskiego (1896–1981) profesora Akademii Górniczo-Hutniczej w Krakowie  .

## Występowanie
Minerał odnaleziony został w kopalni Vena, znajdującej się koło Askersund w Szwecji. Znaleziono go również w okolicy Zlatej Baňy na Słowacji, w kopalni Apollo obok Raubach, Siegerland w Niemczech, a także w Rosji, we wschodniej części syberyjskiego Zabajkala oraz okolicy jeziora Izok Lake leżącego w północno-zachodniej części Kanady .